# Dicraeopetalum mahafaliense
Dicraeopetalum mahafaliense är en ärtväxtart som först beskrevs av M. Peltier, och fick sitt nu gällande namn av Gennady Pavlovich Yakovlev. Dicraeopetalum mahafaliense ingår i släktet Dicraeopetalum och familjen ärtväxter. Inga underarter finns listade i Catalogue of Life.